# Casa Sol (Vilallonga del Camp)
Casa Sol és un edifici senyorial situat en el centre del nucli històric deVilallonga del Camp (Tarragonès) inclòs en l'Inventari del Patrimoni Arquitectònic de Catalunya. És format per diferents cossos que dibuixen una planta en forma de creu. El cos meridional està travessat per una volta que connecta la plaça de l'Església i el carrer de la Muralla.
L'origen de la casa es remunta al segle xvii, si bé ha estat sotmesa a nombroses reformes, com la de l'any 1882, documentada per la inscripció de la porta d'accés.

## Descripció
La Casa Sol és un dels edificis més interessants de Vilallonga tant pel seu estil arquitectònic com per la seva estructura, que fan que la casa tingui una tipologia molt poc corrent. La casa va ser construïda prop d'una porta del recinte emmurallat i oberta en una transformació de la mateixa casa.
Abasta almenys tres edificis diferents, dels quals un presenta la façana a la plaça de l'església, l'altre surt cap al carrer exterior a la muralla tot endinsant-se a la casa Mestres i l'últim passa per damunt de l'arc del portal de la muralla. Així com els dos primers edificis presenten un estil de caràcter renaixentista popular tardà, el darrer és d'estil eclèctic, amb galeria d'arcs apuntats.
La façana principal de la casa Sol presenta planta baixa, amb una porta d'accés d'arc de mig punt; a la clau s'hi veu la data de 1882. El primer pis presenta tres balcons rematats amb cornises i perletes, i coronant tot el conjunt hi ha una galeria correguda d'arcs de mig punt, en nombre de vuit.

## Història
A la clau de l'arc que fa d'accés a la casa hi ha, inscrita, la data 1882.
L'any 1998 el Departament de Cultura de la Generalitat de Catalunya va concedir una subvenció destinada a la restauració d'aquesta casa.